# Pölöske
Pölöske è un comune dell'Ungheria di 891 abitanti (dati 2001). È situato nella contea di Zala.